# Анита О'Дей
Анита О'Дей (на английски: Anita O'Day) е американска джаз певица.
Рожденото ѝ име е Анита Бел Колтън. Тя е боготворена от почитателите си заради своята ритмичност и динамичност и първите ѝ ангажименти с биг бендовете разклащат традиционния образ на „момичето певица“. Тя отказва да стане обект на каквито и да са женски стереотипи и се представя като „хип“ джаз музикант, обличаъки яке от военния бенд и рокля, а не вечерна рокля. Променя името си от Колтън на О'Дей, тъй като последното е свински латински за „доу“ (dough), означаващо пари.

## Филмография

### Игрални филми
- The Gene Krupa Story (1959) - Себе си
- Zig Zag (1970) - Шийла Манган
- The Outfit (1973) - Себе си
- Shortbus (2006)

### Документални филми
- Jazz on a Summer's Day (1959)
- Anita O'Day - Live at Ronnie Scott's (2006)
- Anita O'Day: The Life of a Jazz Singer (2007)
- Live in Tokyo '63 (2007)
- Jazz Icons (2009)